# Segonje
Segonje este o localitate din comuna Škocjan, Slovenia, cu o populație de 22 de locuitori.